# Martelange
Martelange es una comuna de la región de Valonia, en la provincia de Luxemburgo, Bélgica. A 1 de enero de 2019 tenía una población estimada de 1876 habitantes.
Se encuentra ubicada al sureste del país, en la zona de las Ardenas y cerca del río Sûre —un afluente del río Mosela—.

## Geografía
Se encuentra ubicada al sureste del país, en la zona de las Ardenas, al frontera del Luxemburgo y cerca del río Sûre, un afluente del río Mosela.

### Secciones del municipio
El municipio comprende los antiguos municipios, que se fusionaron en 1977:
| - Martelange |

### Pueblos y aldeas del municipio
- Grumelange y Radelange (pueblos)
- La Folie, Neuperlé y La Roche Percée (aldeas)

## Demografía

### Evolución
Todos los datos históricos relativos al actual municipio, el siguiente gráfico refleja su evolución demográfica, incluyendo municipios después de efectuada la fusión el 1 de enero de 1977.
| Gráfica de evolución demográfica de Martelange entre 1846 y 2020 |
|                                                                  |